# Календар на православните църковни празници/Ноември

## Ноември
Посочени са неподвижните празници от православния календар, които всяка година се случват в един и същи ден.
- 1 ноември – * Св. безсребници и чудотворци Козма и Дамиан. Св. преподобномъченик Иаков.
- 2 ноември – Св. мъченици Акиндин, Пигасий, Афтоний, Елпидифор и Анемподист и др.
- 3 ноември – Св. свещеномъченици Акепсим, Йосиф и Айтал. Св. преподобни Пимен Зографски
- 4 ноември – Св. преподобни Иоаникий Велики. Св. свещеномъченици Никандър и Ермей
- 5 ноември – Св. мъченици Галактион и Епистима
- 6 ноември – Св. Павел, архиепископ Цариградски.
- 7 ноември – + 7 Неделя след Неделя подир Въздвижение. Св. Тридесет и три мъченици в Мелитин. Св. преподобни Лазар
- 8 ноември – † Събор на св. Архангел Михаил и другите небесни безплътни сили (Архангеловден). Св. мъченик Ангел Лерински
- 9 ноември – Св. мъченици Онисифор и Порфирий. Св. преподобни Матрона и Теоктиста. Св. Нектарий Егински.
- 10 ноември – Св. апостоли Ераст, Олимп, Родион
- 11 ноември – * Св. мъченици Мина, Виктор и Викентий. Св. мъченица Стефанида. Св. преподобни Теодор Студит
- 12 ноември – Св. Иоан Милостиви. Св. преподобни Нил
- 13 ноември – * Св. Иоан Златоуст
- 14 ноември – + 8 Неделя след Неделя подир Въздвижение. * Коледни заговезни. Св. апостол Филип. Св. благоверен цар Управда-Юстиниан
- 15 ноември – Начало на Коледния пост. Св. мъченици Гурий, Самон и Авив
- 16 ноември – Св. апостол и евангелист Матей
- 17 ноември – * Св. Григорий, епископ Неокесарийски чудотворец
- 18 ноември – Св. мъченици Платон и Роман
- 19 ноември – Св. пророк Авдий. Св. мъченик Варлаам
- 20 ноември – Предпразненство на Въведение Богородично. Св. преподобни Григорий Декаполит. Св. Прокъл, архиепископ Цариградски
- 21 ноември – † 9 Неделя след Неделя подир Въздвижение. † Въведение Богородично (Ден на християнската младеж и семейство)
- 22 ноември – Св. апостол Филимон. Св. Михаил Българин, войн
- 23 ноември – * Св. Амфилохий, епископ Иконийски. Св. Григорий, епископ на Акрагант. Св. Александър Невски
- 24 ноември – * Св. великомъченица Екатерина. Св. великомъченик Меркурий
- 25 ноември – * Отдание на Въведение Богородично. Св. Климент Охридски. Св. Климент Римски. Св. Петър Александрийски
- 26 ноември – Св. преподобни Алипий Стълпник. Св. преподобни Стилиян Пафлагонийски
- 27 ноември – * Св. великомъченик Яков Персиец. Св. преподобни Теодосий Търновски
- 28 ноември – + 13 Неделя след Неделя подир Въздвижение. Св. преподобномъченик Стефан Нови. Св. мъченик Иринарх. Св. петнадесет свещеномъченици Тивериополски. Св. мъченик Христо
- 29 ноември – Св. мъченици Парамон и Филумен
- 30 ноември – * Св. апостол Андрей Първозвани (Андреевден)[1]